# Parti Socialiste Autonome
De Parti Socialiste Autonome PSA, Nederlands: Autonome Socialistische Partij, was een kleine politieke partij in Frankrijk, die in 1958 ontstond als afsplitsing van de socialistische Section Française de l'Internationale Ouvrière SFIO. De PSA voer zelf ook een socialistische koers.
De Parti Socialiste Autonome ontstond uit onvrede over de koers van de SFIO van Guy Mollet. Édouard Depreux was voorzitter van de PSA. Andere bekende leden waren Pierre Mendès France, die van de Parti Radical-Socialiste kwam, en François Tanguy-Prigent en Daniel Mayer, beide voormalig SFIO.
De PSA fuseerde in 1960 met de Union de la Gauche Socialiste en de Tribune du Communisme tot de Parti socialiste unifié.